# NoteEdit
NoteEdit ist ein freies Musik-Notensatzprogramm für GNU/Linux.
Es unterstützt  (polyphone) Stimmen in unbegrenzter Anzahl und Länge, MIDI-Wiedergabe von geschriebenen Noten, Akkorden, Texten und enthält eine Anzahl von Export- und Import-Filtern zu vielen verschiedenen Formaten wie MIDI, MusicXML, ABC, MUP (Music Publication Program), PMX, MusiXTeX und LilyPond.
Es eignet sich als graphisches Interface zur Eingabe von Noten, deren Druckfassung man dann noch mit den mächtigen Satzprogrammen LilyPond oder MusiXTeX optimieren kann.
NoteEdit ist in C++ geschrieben, verwendet die Qt-Bibliothek und ist das K Desktop Environment (KDE) für Unix eingebunden.
Die Entwickler von NoteEdit arbeiten inzwischen an einem neuen Projekt namens Canorus, das zum Nachfolger von NoteEdit werden soll, und das für verschiedene aktuelle Betriebssysteme zur Verfügung steht.